# John Owoeri
John Owoeri, né le 13 janvier 1987 à Warri au Nigeria, est un footballeur international nigérian, qui évolue au poste d'attaquant avec le club finlandais de l'IFK Mariehamn.

## Biographie

### Carrière en club
Avec les clubs du Feyenoord Rotterdam et du BK Häcken, John Owoeri dispute trois matchs en Ligue Europa, pour un but inscrit.

### Carrière internationale
Avec la sélection nigériane des moins de 20 ans, John Owoeri participe au Mondial des moins de 20 ans aux Pays-Bas en 2005. Il dispute six matchs, pour un but inscrit. Après un beau parcours, le Nigeria parvient en finale du Mondial, perdue contre l'Argentine 2-1.
Le 10 octobre 2010, il honore sa seule sélection en sélection contre la Guinée lors d'un match des éliminatoires de la CAN 2012. Il entre à la 60e minute de la rencontre, à la place de Stephen Sunday. Le match se solde par une défaite 1-0 des Nigérians.

## Palmarès
- Avec le BK Häcken
  - Vainqueur de la Coupe de Suède en 2016

## Statistiques
| Saison                | Club                  | Championnat           | Championnat | Championnat | Coupe(s) nationale(s) | Coupe(s) nationale(s) | Compétition(s) continentale(s) | Compétition(s) continentale(s) | Compétition(s) continentale(s) | Total | Total |
| Saison                | Club                  | Division              | M.          | B.          | M.                    | B.                    | Comp.                          | M.                             | B.                             | M.    | B.    |
| 2005-2006             | Feyenoord Rotterdam   | Eredivisie            | 1           | 0           | -                     | -                     | C3                             | 1                              | 0                              | 2     | 0     |
| 2005-2006             | KVC Westerlo (prêt)   | Division 1            | 10          | 0           | -                     | -                     | -                              | -                              | -                              | 10    | 0     |
| 2010-2011             | Ismaily SC            | Premier League        | 13          | 2           | -                     | -                     | -                              | -                              | -                              | 13    | 2     |
| 2013                  | Åtvidabergs FF        | Allsvenskan           | 22          | 3           | 1                     | 0                     | -                              | -                              | -                              | 23    | 3     |
| 2014                  | Åtvidabergs FF        | Allsvenskan           | 26          | 8           | 4                     | 0                     | -                              | -                              | -                              | 30    | 8     |
| 2015                  | Åtvidabergs FF        | Allsvenskan           | 29          | 6           | 1                     | 0                     | -                              | -                              | -                              | 30    | 6     |
| 2016                  | BK Häcken             | Allsvenskan           | 24          | 13          | 6                     | 4                     | C3                             | 2                              | 1                              | 32    | 18    |
| Total sur la carrière | Total sur la carrière | Total sur la carrière | 125         | 32          | 12                    | 4                     | -                              | 3                              | 1                              | 140   | 37    |